# Yufu

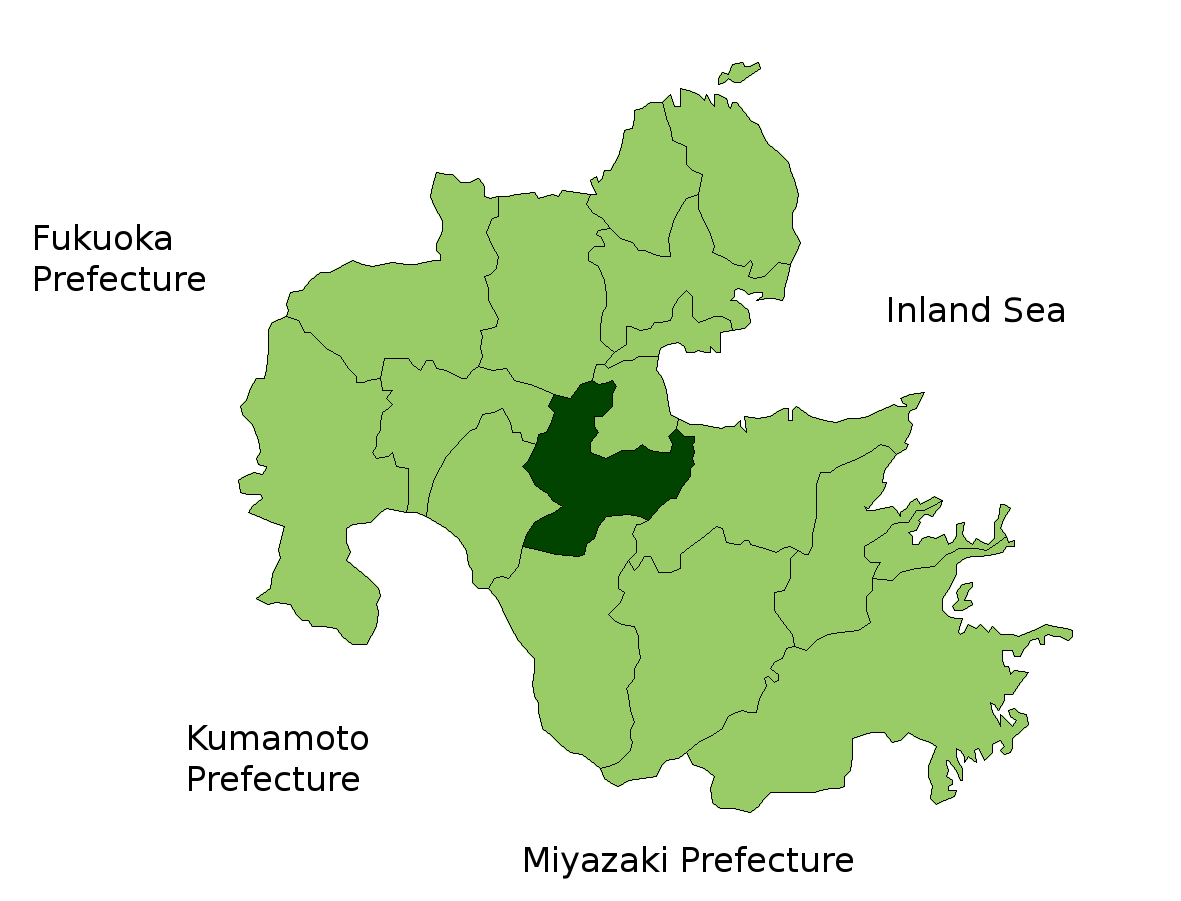

Yufu (由布市 Yufu-shi?) este un municipiu din Japonia, prefectura Ōita.